# 江宜樺內閣
江宜樺內閣（簡稱江內閣）是指2013年2月18日至2014年12月8日期間，由時任行政院院長江宜樺所領導的中華民國內閣，是馬英九政府的第四任內閣。由於內閣成員多為學術機構借調的学者出任，因此被視為「學者型內閣」。
2014年11月29日，因執政黨中國國民黨於2014年中華民國地方公職人員選舉中慘敗，江宜樺當日請辭獲准，12月1日內閣總辭後由毛治國內閣接任。

## 內閣成員
| - 行政院院長：江宜樺（國民） - 行政院副院長：毛治國（國民） - 行政院秘書長：李四川（國民） - 行政院政務副秘書長：蕭家淇（國民） - 行政院常務副秘書長：宋餘俠 - 內政部部長：陳威仁（國民） - 外交部部長：林永樂 - 國防部部長：嚴明 - 財政部部長：張盛和 （國民） - 教育部部長：吳思華 - 法務部部長：羅瑩雪 - 經濟部部長：杜紫軍 - 交通部部長：葉匡時（國民） - 文化部部長：龍應台 - 衛生福利部部長：蔣丙煌 - 勞動部部長：陳雄文（國民） - 科技部部長：張善政 - 蒙藏委員會委員長 ：蔡玉玲（政務委員兼任） - 僑務委員會委員長：陳士魁（國民） - 國軍退除役官兵輔導委員會主任委員：董翔龍 - 原住民族委員會主任委員：林江義（國民） - 客家委員會主任委員：劉慶中 - 金融監督管理委員會主任委員：曾銘宗（國民） - 國家發展委員會主任委員：管中閔（政務委員兼任）（國民） - 行政院大陸委員會主任委員：王郁琦（國民） - 行政院農業委員會主任委員：陳保基（國民） - 行政院環境保護署署長：魏國彥（國民） - 行政院海岸巡防署署長：王進旺 | - 公平交易委員會主任委員：吳秀明（任期制的獨立機關，不受內閣改組影響） - 中央選舉委員會主任委員：劉義周（副主任委員代理） - 國家通訊傳播委員會主任委員：石世豪（任期制的獨立機關，不受內閣改組影響） - 中央銀行總裁：彭淮南（任期制，不受內閣改組影響）（國民） - 行政院原子能委員會主任委員：蔡春鴻 - 行政院公共工程委員會主任委員：許俊逸（政務委員兼任） - 行政院主計總處主計長：石素梅（國民） - 行政院人事行政總處人事長：黃富源 - 國立故宮博物院院長：馮明珠 - 不管部會之政務委員：林政則（國民）、管中閔（國民）、鄧振中、馮燕、蔡玉玲、許俊逸 - 行政院發言人：孫立群（國民） - 台灣省政府主席：林政則（政務委員兼任）（國民） - 福建省政府主席：鄧振中（政務委員兼任） |

※備註：
1. 粗體除彭淮南為蕭萬長內閣續任者外均為陳冲內閣續任者。
2. 斜體為行政院組織將調整但尚未調整的部會

## 部會政務及常務副首長
- 內政部政務次長：陳純敬
- 內政部常務次長：林慈玲
- 外交部政務次長：柯森耀、高振群
- 外交部常務次長：史亞平（國民）
- 國防部軍政副部長：夏立言
- 國防部軍備副部長：邱國正（陸軍上將）
- 國防部常務次長：趙克達（陸軍中將）、沈一鳴（空軍中將）
- 經濟部政務次長：卓士昭
- 經濟部常務次長：沈榮津
- 財政部政務次長：張璠、吳當傑
- 財政部常務次長：許虞哲
- 教育部政務次長：陳德華、林思伶
- 教育部常務次長：林淑真
- 交通部政務次長：陳建宇
- 交通部常務次長：范植谷
- 法務部政務次長：吳陳鐶、陳明堂
- 法務部常務次長：蔡碧玉
- 文化部政務次長：洪孟啟、李應平
- 文化部常務次長：許秋煌
- 衛生福利部政務次長：林奏延、曾中明
- 衛生福利部常務次長：許銘能
- 勞動部政務次長：郝鳳鳴、陳益民
- 勞動部常務次長：郭芳煜
- 科技部政務次長：林一平、錢宗良
- 科技部常務次長：陳德新
- 僑務委員會政務副委員長：信世昌
- 僑務委員會常務副委員長：呂元榮
- 蒙藏委員會副委員長：陳明仁
- 國軍退除役官兵輔導委員會副主任委員：劉國傳、陳良濬（備役陸軍中將）
- 大陸委員會特任副主任委員：林祖嘉
- 大陸委員會政務副主任委員：吳美紅、施惠芬
- 原住民族委員會政務副主任委員：鍾萬梅
- 原住民族委員會常務副主任委員：范佐銘
- 客家委員會副主任委員：鍾夢梅、李朝明
- 金融監督管理委員會副主任委員：王儷玲、黃天牧
- 國家發展委員會政務副主任委員：
- 國家發展委員會常務副主任委員：黃萬翔
- 國家發展委員會常務副主任委員：高仙桂
- 行政院環境保護署副署長：葉欣誠
- 行政院海岸巡防署副署長：王崇儀
- 行政院主計總處副主計長：陳瑞敏
- 行政院人事行政總處副人事長：張念中
- 行政院農業委員會副主任委員：胡興華、王政騰
- 行政院公共工程委員會副主任委員：鄧民治、顏久榮
- 行政院原子能委員會副主任委員：周源卿
- 中央選舉委員會副主任委員：劉義周
- 公平交易委員會副主任委員：
- 國家通訊傳播委員會副主任委員：虞孝成
- 中央銀行副總裁：楊金龍、嚴宗大
- 國立故宮博物院副院長：周筑昆

## 內閣首長異動
- 僑務委員會委員長：吳英毅→陳士魁2013年7月29日接任
- 國軍退除役官兵輔導委員會主任委員：曾金陵→董翔龍2013年7月29日接任
- 原住民族委員會主任委員：孫大川→林江義2013年7月29日接任
- 行政院公共工程委員會主任委員：陳振川→顏久榮2013年7月29日副主任委員代理→陳希舜2013年10月22日接任
- 金融監督管理委員會主任委員：陳裕璋→曾銘宗2013年7月29日接任
- 行政院政務委員：陳振川→馮燕2013年7月29日接任
- 國防部部長：高華柱→楊念祖→高廣圻2013年8月6日副部長代理→嚴明2013年8月7日接任
- 法務部部長：曾勇夫→陳明堂2013年9月6日次長代理→羅瑩雪2013年9月30日接任
- 蒙藏委員會委員長：羅瑩雪→陳明仁2013年9月30日主任秘書代理→蔡玉玲2013年10月22日接任
- 國家發展委員會主任委員：管中閔2014年1月22日接任
- 行政院研究發展考核委員會主任委員：宋餘俠→組織裁撤
- 勞動部部長：潘世偉→政務次長郝鳳鳴2014年7月24日代理→陳雄文2014年8月20日接任
- 科技部部長：張善政2014年3月3日接任
- 內政部部長：李鴻源→陳威仁2014年3月3日接任
- 行政院環境保護署署長：沈世宏→魏國彥2014年3月3日接任
- 行政院秘書長：陳威仁→李四川2014年3月3日接任
- 行政院副秘書長：蕭家淇2014年3月11日接任
- 行政院政務委員：簡太郎2014年3月3日接任
- 行政院政務委員：薛琦→鄧振中2014年3月3日接任
- 行政院政務委員：黃光男→蔣丙煌2014年3月3日接任，轉任衛福部部長
- 行政院政務委員：楊秋興
- 行政院發言人：鄭麗文→孫立群2014年3月3日接任
- 教育部部長：蔣偉寧→吳思華2014年7月30日接任
- 客家委員會主任委員：黃玉振→劉慶中2014年8月5日接任
- 經濟部部長：張家祝→杜紫軍2014年8月10日接任
- 衛生福利部部長：邱文達→林奏延政務次長代理→蔣丙煌2014年10月21日接任

### 任內目標
建立富而好礼的民主社会

### 任內施政

#### 经济金融
1. 2013年3月10日至12日，臺美在經濟部舉行「臺美貿易暨投資架構協定」(TIFA)會議及相關技術階層會議。
2. 2013年4月，行政院核定自由经济示范区计划。[6]
3. 2013年5月28日，行政院提出「提振景氣措施」，採取13項措施，包括補助節能家電、修改證所稅等。[6]
4. 2013年9月11日，世界经济论坛公布国家竞争力排名，在148个参评国家中，台湾名列第12，在2012年第13名的基础上继续前进。[7]
5. 2013年10月，台湾股市日平均成交值為1,005億元，比起2012年同期的725億元，交易量有明顯增長。[6]
6. 2013年11月,外銷訂單金額410.5億美元，為歷史新高
7. 2013年11月底，本國銀行對中小企業放款餘額達新臺幣4兆7,018億元，較2012年底增加2,543億元，中小企業放款餘額占全體企業放款餘額比率為52.14%、占民營企業放款餘額比率為55.91%。
8. 2013年11月7日，台星经济伙伴协定签署。[8]
9. 2013年11月28日，「臺日金融監理合作備忘錄」簽署。
10. 2013年12月1日，台纽经济合作协定正式生效。[9]
11. 2013年12月，消費物價指數（CPI）較上年同期上漲0.33%，為亞洲四小龍最低。
12. 2013年12月28日，自由經濟示範區－國際醫療服務中心揭牌。[10]
13. 2013 年12月底，外匯存底4,168.1億美元，外匯存底創歷史新高, 居世界第4位。
14. 2013年11月底，銀行逾放比創歷史新低降至0.41%，創歷史新低。
15. 2014年1月8日，BERI公布最新投資環境風險評估報告。台灣為全球第三，僅次於新加坡及瑞士。[11]
16. 2014年1月22日，国家发展委员会正式挂牌。[12]
17. 2014年1月27日，國家發展委員會公布2013年12月景氣對策信號。燈號轉呈綠燈，顯示景氣復甦力道增強，經濟穩定回溫。[13]
18. 2014年2月17日，「台蒙再生能源與能源管理領域合作瞭解備忘錄」簽署。[14]
19. 2014年3月5日，金融業納入自由經濟示範區方案啟動。[15]
20. 2014年3月19日，台星經濟夥伴協定生效。[16]

#### 内政财税
1. 2013年6月，行政院提出对會計法第99條之1條文修正案进行覆议。
2. 2013年上半年, 刑案、暴力犯罪、竊盜及詐騙犯罪較2012年同期持續減少9.42%、26.77%、16.12%及28.46%；全般刑案破獲率達89.60%，提升6.39%。
3. 2013年8月4日，行政院成立軍事冤案申訴委員會。[17]
4. 2013年9月24日,行政院核定每小時基本工資自2014年1月1日起調整至115元；每月基本工資自103年7月1日起調整至新臺幣1萬9,273元。
5. 2013年10月30日止, 「馬上關懷專案」，對弱勢家庭發給關懷救助金1萬至3萬元，計有15萬5,301個家庭受益，總計核發23億7,093萬4,418元。
6. 2013年11月失業率4.16%，較2012年同月下降0.11個百分點.11月失業人數47萬8,000人，較10月減少9,000人。2013年1月至11月平均失業率為4.19%，較2012年同期下降0.05個百分點。
7. 2013年12月中旬，能成為國家社會救助制度受益對象的人數增加了1.5倍，達到68萬5,000多人。[6]
8. 2013年12月止，各矯正機關辦理開放參觀業務共計2,556場次，總計參訪人數為5萬9,049人(含收容人家屬2萬8,876人及社會人士3萬0,173人)。
9. 2014年1月20日，行政院提出对立法院於2014年1月3日修正通過地政士法第51條之1“增列限期改正（含逾期申報及不實申報）條款，放寬對地政士不實登錄之處罰規定”进行覆议。[18]
10. 2014年1月28日，地政士法修法覆议案通过。[19]
11. 2014年2月17日，勞動部正式掛牌。[20]
12. 2014年2月24日，財政健全方案宣布。其精神是對少數富人增稅，回饋給弱勢薪水階級，並搭配減少各項支出的配套措施，嚴控政府財政惡化。
  1. 控管債務，不讓債務破表；
  2. 調整政府支出結構，檢討歲出優先順序及九大年金保險法定支出；
  3. 多元籌措收入，包括釋股及資產活化，稅制改革將優先鎖定在調升銀行及保險業營業稅率至5%，兩稅合一制擬調降股利所得的抵稅率至50%，並調增富人所得稅率最高達45%等。
  4. 配套措施部分，新增稅收將用來提高薪資特別扣除額以及身障特別扣除額；此外，為鼓勵企業為員工加薪，擬將研發投資抵減年限，從目前的「限當年抵扣」，延長為三年。[21]

#### 国防外交

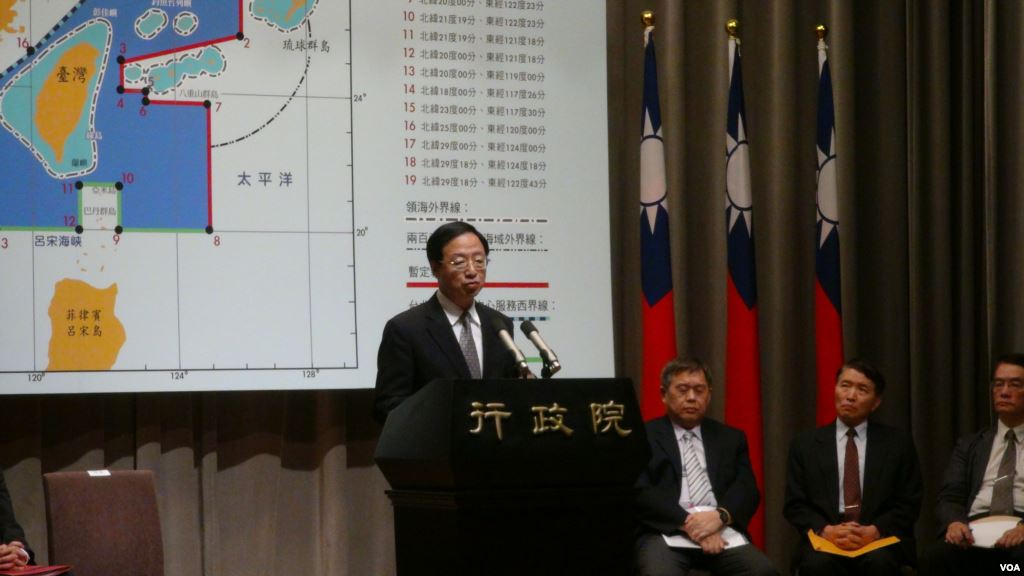
江宜樺召開國際記者會代表中華民國政府宣布對菲律賓進行制裁。
（2013年5月15日）

1. 2013年5月15日，土耳其給予中華民國國人電子簽證(等同落地簽證)待遇。
2. 2013年5月15日，江宜樺召開國際記者會，宣布即刻对菲律宾採取三項制裁措施：」終止菲律賓外勞來臺之申請；召回中華民國駐菲律賓代表；要求菲律賓駐臺代表返回菲律賓繼續處理广大兴28号事件。[22][23]
3. 2013年5月16日，江宜樺召開國際記者會，宣佈即刻对菲律賓采取「第二波制裁行動：」中華民國外交部將菲律賓之旅遊燈號轉為「紅色」，不鼓勵臺灣人民至菲律賓旅遊及洽公；停止臺菲雙方高層交流及互動，包含世界衛生大會兩國部長級會議；停止臺菲經貿交流、推廣以及招商活動；停止臺菲農漁業合作事項；停止雙方科技研究交流與合作計畫，中華民國國科會停止5項臺菲合作計畫；停止臺菲航權談判；停止菲籍人士適用「東南亞五國人民來臺先行上網查核」免簽證措施；中華民國國防部與海岸巡防署在南海相關海域進行海上聯合操演。[22][23]
4. 2013年8月9號，菲律賓政府就中華民國政府對廣大興28號事件的四項要求做出正面回應，之前對菲律賓的11項制裁隨後取消。[24]
5. 2013年8月，農委會代表中华民國參加「第二屆APEC林業部長會議」。
6. 2013年10月7日，英國海外領地蒙哲臘（Montserrat）給予中華民國國人免簽證待遇。中華民國國人享有落地簽證或免簽證待遇之國家或地區已達135個。
7. 2014年2月21日，中華民國駐匈牙利代表處與匈牙利貿易辦事處簽署兩國「度假打工計畫協議」，預計2014年6月間正式實施。[25]

#### 科教文衛
1. 2013年1月至7月, 太陽光電、LED照明、風力發電、能源資通訊等四項主軸綠能產業總產值達新臺幣2,154.7億元。
2. 2013年1月至9月，提供4項癌症篩檢計374萬598人次，發現6,578名癌症及2萬5,726名癌前病變，以利治療。
3. 2013學年度,5歲幼兒免學費受益人數約19萬餘人。
4. 2013年,共引進77家高科技廠商(外商13家)，總投資金額達169.03億元.
5. 201311月21日至24日, 臺灣文博會於南港展覽館舉辦，參展單位數達564個，攤位數1,035個，參與國家地區達19個，參與買家及民眾達10萬4,573人次，初估採購及訂單產值為新臺幣3.3億元。
6. 2013年, 徵選70家次文創業者參加國際指標性文創展會，預估訂單金額達新臺幣2億3,136萬元。
7. 2013年度, 辦理「文創產業創新育成補助計畫」，補助10家育成中心；辦理文創產業創業圓夢計畫，計促成74家文創公司設立。
8. 2014年3月3日，海洋文化及流行音樂中心動土。[26]
9. 2014年3月5日，科技部正式掛牌成立。[27]

#### 農林漁業
1. 2013年, 農產品出口值50.7億美元，與2012年相當，計有釋迦、臺灣鯛等11項農產品年出口增加值逾100萬美元。農產品外銷大陸9.1億美元，較2012年成長16.1%，其中列入ECFA早收之18個稅項農產品出口值1.6億美元。
2. 2013年度農民學院訓練課程預計辦理144梯次，至10月底計辦理農業專業訓練入門、初階、進階及高階班141梯次、4,090人次。
3. 2013年底,小地主大佃農活化農地總體經營面積1萬3,187公頃，大佃農平均經營規模8.4公頃，為平均農戶農地面積1.1公頃之7倍；大佃農平均年齡44歲，與國內農場經營主平均年齡62歲比較，年輕化效果顯著。
4. 2013年收購期間市場稻穀每公斤價格平均為22.30元，較2010年每公斤19.96元，增加2.34元，提高稻農實質收益。
5. 2013年底止參與培根訓練2,149社區、13萬0,802人；並已輔導360個農村社區研提農村再生計畫。

#### 交通资讯
1. 2013年3月，完成改善阿里山公路(臺18線)道路整修工程，及臺21線信義段103K~134K處道路整修工程。
2. 2013年4月3日, 核定中華電信2G預付卡資費，降幅30%
3. 2013年，世界經濟論壇(WEF)評比140個國家及經濟體觀光競爭力，臺灣名列第33名，較上次評比2011年(第37名)上升4名。
4. 2013年12月31日，年度赴台湾观光旅游人数首次突破800万人次大关。[28]
5. 2014年3月3日，新台馬輪「台馬之星」下水。[29]

#### 海峡两岸
1. 2013年8月27日，王郁琦赴澳門，與澳門政府行政長官(特首)崔世安於澳門政府總部進行會晤，雙方並以彼此正式職銜互稱。
2. 2013年10月6日，第二十一届亞太經濟合作會議APEC领导人非正式会议在印尼峇里島举办，前副總統萧万长担任中华民国总统马英九特使，与中共中央总书记习近平会晤，陆委会参与APEC会议與中國大陸國台辦直接溝通聯繫。王郁琦也以陸委會主委的身分，全程參與。[30]「蕭習會」後，王郁琦與國台辦主任張志軍於場外自然互動，雙方互稱官職銜。雙方呼籲應建立常態溝通與互動機制，就相關業務進行聯繫與溝通，也提出雙方的兩岸事務部門負責人應定期互訪。[31]
3. 2014年2月11日，陸委會主委王郁琦和國台辦主任張志軍在南京召開65年来的首次兩岸事務首長會議，雙方互以官銜稱呼。王郁琦在「王張會」後記者會上表示，雙方同意建立常態溝通機制。張志軍同意具體落實台生在中國大陸的相關醫療保險，陸委會表示肯定。[32][33]

### 任内争议
- 缴交房产税争议

1. 争议房产简介：江宜桦有房产税争议的房屋位于中正区同安街，处于一个四层老公寓楼的第二层，面积三十坪，屋龄在2013年的时候超过二十年。这是江宜桦夫妇名下唯一的房产[34]。
2. 民进党立法委员的质疑：民進黨立法委员陳其邁質疑，根據監察院廉政專刊，中正區同安街房產登記取得理由是「贈與」，但地政事務所的地籍資料上，卻登記「買賣」，有涉嫌逃漏贈與稅的嫌疑。陳其邁表示，如果是贈與的話，得繳給國庫60%，176萬2722元的土增稅[35]。
3. 江宜桦的回应：江宜樺出示父親繳交贈與稅的收據表示均合法缴交。[36]

- 核四交付公民投票争议

1. 什么是核四：龙门核能发电厂是台湾新北市贡寮区一座兴建中的核能发电厂，因所在地名“龙门”而得名，由台湾电力公司兴建营运；为台湾的第四个核能发电厂，故又名第四核能发电厂，2009年3月3日改为现名，但其原名简称“核四”较为常用。
2. 争议历史背景：核四的兴建计划在1980年代便已提出，1985年5月因贡寮当地民众强烈反对，总统蒋经国指示行政院暂缓兴建。1992年总统李登辉指示批准，直到1999年3月17日开始动工兴建，原计划核四一号机于2004年商转。于2000年政党轮替后行政院宣布停建，随即遭立法院弹劾，于2001年释宪后复建，计划完成日期延至2006年。于2006年因确定无法如期完成再延至2009年，后又延至2011年。于2011年发生日本福岛第一核电站事故后，政府决定对核四进行检视和补强，原预计商转日期延至2015年。
3. 2013年争议发生前的最新发展：2013年2月25日 行政院长江宜桦宣布，核四是否续建由公民投票决定。
4. 民进党立法委员郑丽君指责江宜桦违法发动公投：民進黨立委鄭麗君在2013年3月1日指出，根據公投法第13條，「行政機關不得藉用任何形式對各項議題辦理或委託辦理公民投票事項」，但江院長卻自己宣示公投題目，有操弄公投法之嫌，她並呼籲監察院應立刻調查江院長。[37]
5. 江宜桦的回应和解释：2013年3月5日，江宜樺在立法院總質詢時表示，政院是「接受公投檢驗」，非「委託辦理公投」，沒有違法的問題。他同时出示了民进党立法委员高志鹏之前要求核四交付公投的投书，证明行政院是被动接受公投检验而非委托办理公投。[38]
6. 关于江宜桦从政前后言行不一的指责：2004年江宜樺撰文「民粹公投再挫台灣憲政發展」，主張以拒領公投票，使公投無法過半數否決之。並且說道，三二零公投是由總統府片面決定，並非由人民主導，看不到人民參與重大政策之討論。但是2013年，江宜樺擔任行政院長期間，發動的核四公投，以「是否主張核四停建」為主題，若當投票未過半，停建核四就遭否決。
7. 江宜桦的回应和解释：2013年3月5日，江宜桦在回答民进党立法委员赵天麟的质询时做出了回应。首先他认为民进党执政时期发动的公投违法这个看法自始至终没有改变。而这次的公投并不是行政院主动发动的，因此和他反对的违法公投有本质区别。至于公投的门槛为何订立的比较高，是認為公民投票是直接民意的展現，其作用是要補代議政治不足之處，所以只有在比較例外，爭議性很大的全國公共事務發生的時候，才需要動用公民投票，從這角度來講，公民投票的門檻不宜太低。[39]

- 会计法修正案覆议争议

1. 争议法条：2013年5月31日，立法院三读通过《会计法》第99条之1修正案。此修正案将原仅适用于行政首长特别费报支、核销除罪化之范围，扩大到大专院校职员、教员、研究人员支用政府补助之研究计划费，其报支、核销等，若涉及刑事责任者不罚。此外，溯及既往2010年12月31日前，各民意机关支用的研究费、公关助理费、加班费、业务费、出国考察费等，也都不追究责任。
2. 争议事项1：修正案通过后，出现抗议声音。比如無黨籍立法委员颜清标用公款支付花酒费用也被除罪，引起各界不满。
3. 争议事项2：由于法条漏打了一个“教”字，所以会计法修正后，教授们却无法因此除罪。
4. 民进党主席苏贞昌的提议：2013年6月6日，時任民進黨主席蘇貞昌拜見江宜桦，希望江宜樺能提出覆議，擋下會計法修正案。[40]。
5. 什么是覆议：覆議制度旨在提供行政部門否決立法部門決議之機制。以美國為例，若總統否決國會決議，國會覆議必須以三分之二絕對多數維持原決議，方能迫使總統接受該決議。易言之，只要總統能掌握國會三分之一席次加一票，即可免於受制於國會強迫其接受窒礙難行之決議。中华民國憲法第57條第1項第2款規定，若立法院不贊成行政院重要政策，得以決議移請行政院變更之，行政院則得經總統核可後，請立法院覆議。第3款另規定，行政院對立法院決議之法律案、預算案、條約案，如認為窒礙難行，得經總統核可後，請立法院覆議。覆議時，如出席立法委員三分之二維持原決議，行政院院長應即接受該決議或辭職。在此設計下，中华民國行政部門只須掌握立法院三分之一席次加一席，即可免於受制於立法院強迫其接受窒礙難行之決議，類似美國之設計。
6. 覆议制度的重大改变：1997年，憲法第57條停止適用，改以憲法增修條文第3條第2項取代。憲法第57條第1項第2款，改以不信任案取代，第3款除對覆議程序作出修正外，更重要的是將覆議維持原決議門檻由出席立法委員三分之二改為全體立法委員二分之一以上，且覆議失敗後行政院院長只須接受該決議，不再須辭職。覆議門檻改變後，若行政院無法掌握全體立法委員二分之一以上，不但其所提法案、預算很難獲得立法院支持，更嚴重的是，對於其所認為窒礙難行的立法院決議，也無法透過覆議機制推翻，以致受制於立法院多數在野黨，難以達成覆議制度設計之原意。
7. 江宜桦对苏贞昌提议的拒绝和理由1：江宜樺表示會計法修正草案立法院討論已久，於第7屆立法院會期內就已排入議程，而於第8屆第3會期經過多次朝野協商後，獲得朝野四黨團簽字同意並三讀通過，所以這是由立法委員發動，經朝野協商三讀通過的法案，行政院原則上予以尊重。[41]
8. 江宜桦对苏贞昌提议的拒绝和理由2：江宜樺並向蘇貞昌說明，覆議案之內容大多是與憲政有關之法律或重大政策，而此次會計法乃因內容謄打疏漏，而導致條文解釋出現疑慮，應可透過行政解釋化解各界疑慮，由主管機關做出解釋，讓法律規定之內涵得以明確即可，故行政院目前並無提出覆議之規劃。[41]
9. 江宜桦对苏贞昌提议的拒绝和理由3：江宜樺指出，會計法的主管機關行政院主計總處已就該條文提供法律見解，認為修正條文雖未明列「教授」，但從立法委員原提案的意旨及說明可以看出，其實際所指包含「教授」在內，針對此一解釋，未來如司法界或司法機關仍有不同看法，行政院傾向以修法方式處理。[41]
10. 总统马英九道歉：2013年6月7日，馬英九邀行政、立法兩院首長等高層會商，責成行政院提出覆議。之后召开记者会向全国民众道歉。[42]
11. 总统马英九电台讲话：2013年6月10日，马英九接受电台专访，称赞江宜桦在会计法修法覆议案的表现有守有为。[42]
12. 覆议案通过：2013年6月13日，立法院召開臨時會，並立即處理行政院移請覆議的「會計法修正案」，經記名表決有一百一十張票反對維持立院原決議，零票贊成。覆議案通過後，會計法關於教授、民代報帳除罪化修法回歸原點，前立法委员顏清標仍將繼續服刑。[43]

- 十二年国教争议

1. 争议背景：2013年6月14日，針對十二年國教，行政院長江宜樺赴立法院進行專案報告。针对外界相當關注的排富問題，江宜樺強調十二年國教應是實施免學費政策，但因為教育經費得來不易，所以必須要採取適度的排富作法。[44]
2. 争议事项：国民党立法委员陈学圣质询时表示，许多学生明年即将面临升学，但十二年国教政策让他们很惶恐，政府欠家长、孩子，甚至老师一个道歉。
3. 江宜桦的回应和道歉：江宜桦表示，十二年国教有关免试入学、超额比序及特色招生的改变相当复杂，可能引起全国家长的不安及疑虑，「身为行政院长，必须很诚恳地向社会大众道歉」。但他也强调，现在的当务之急是让十二年国教如期上路，因为如果不推动的话，那现在的国二生到明年要升学的时候将会无所适从，引爆的问题会更严重，希望国人可以共体时艰。[45]

- 由特侦组举报立法院长王金平替民进党立法委员柯建铭关说司法个案所引发的一系列争议。

1. 事件起因：2013年9月6日，特偵組召开記者會[46] ，檢察總長黃世銘向公眾披露，王金平院長、法務部長曾勇夫、高檢署檢察長陳守煌等人涉嫌關說，已經构成「行政不法」[註 1][47]。
2. 什么叫关说：利用关系行不实不法行为，又称走后门。
3. 到底有没有关说：2013年12月15日，检评会认定立法院长王金平为民进党立法委员柯建铭的司法个案关说法务部长曾勇夫，最高检检察长陈守煌成立。[48]
4. 事涉江宜桦的相关过程：2013年8月31日，在馬英九總統結束防災會報後，檢察總長黃世銘進入總統官邸，向馬英九總統報告关说案，並告知總統，預定在9月6日召開記者會。馬英九隨後召見江宜樺、羅智強，三人的結論為「尊重，不做任何處理」[49][50]。9月4日，馬英九總統致電，建議黃世銘至行政院，向江宜樺報告此案。黃世銘攜帶呈送總統的同一份報告，向江宜樺報告，江宜樺僅表示尊重特偵組，並提醒黃世銘，要注意務必確認證據堅固度，譯文詳實[51]。
5. 对于江宜桦的批评1：民进党杯葛议事阻止江宜桦上台报告，指责他毁宪乱政，发动政争。
6. 江宜桦的解释和回应1：2013年10月15号，江宜桦在因应民进党倒阁案的讲话中指出民进党对他所谓的“毁宪乱政”的指控是毫无根据的。而他最大的忧心也并不是自己被杯葛或者不能上台报告，而是由此而引致的对台湾社会经济发展所带来的种种阻滞。[52]在回答立法委员陈明文的质询时，江宜桦也再次严正表示自己不会”捣浆糊“，为没有说过的话道歉，这是原则。 [53]自己是接受检察总长对于法务部长和立法院长行政不法的报告，没有毁宪乱政，发动政争。
7. 对于江宜桦的批评2： 2013年9月16日国民党籍立法委员吕学樟向江宜樺质询說：立法院是最高的民意殿堂，行政院的手絕對不能伸進來，否則有違憲政秩序，且行政院是對立法院負責，希望不要再聽到江院長說「做好沒有王金平的準備」這種話。
8. 江宜桦的解释和回应2：事后江宜桦提供了当时讲话的逐字稿，没有出现“做好没有王金平的准备”这句话。[54]民进党立法委员姚文智在质询江宜桦时也指出江并没有说过“已做好没有王金平的准备”这句话。[55]
9. 对于江宜桦的批评4：2013年9月14日，自称修过江宜桦课程的几名学生到行政院前手拿「我們準備好迎接 沒有江宜樺的行政院」標語牌，批評江宜樺已經變成違背憲政精神的三流政客，以行政權對立法權說三道四、指指點點，夥同檢察總長黃世銘協助馬英九進行政治鬥爭，並要求江宜樺知所進退，自動請辭下台。[56]这几名学生包括江肇国，王威中等。其中江肇國在2012年總統大選過程中擔任民进党副总统候选人蘇嘉全的助理，他的妻子则时任民进党前主席以及2012总统候选人蔡英文的隨扈。[57]王威中在2013年是民進黨北市信義區的市議員參選人。[58]
10. 行政院的回应：相关人员接受了抗议者的陈情书，表示会向上级报告。江宜桦本人没有对此做出回应。
11. 对江宜桦的批评5：黄世铭向江宜桦报告的案情包括未侦结的刑事案件，违反了侦查不公开。
12. 江宜桦的解释和回应5：江宜桦在回答民进党立法委员姚文智的质询时候指出，黄世铭向他报告的是行政不法的部分，并不违反侦查不公开。[59]

- 服貿協議争议

1. 爭議背景：2013年6月21日，海峽交流基金會董事長林中森於中國大陸上海市代表中華民國政府與大陸海峽兩岸關係協會會長陳德銘簽署《海峽兩岸服務貿易協議》。
2. 江宜樺的立場：2013年6月22日，江宜樺對此表示，該協議的簽署「象徵兩岸經貿邁向全面交流時代」，並「有重大意義，除為國內業者創造利基、提升競爭力，也加速其他國家與臺灣簽署自由貿易協定進程，為臺灣加入區域經濟整合奠基」。
3. 爭議原因：2013年6月25日，因社會各界對該協議存有疑慮，立法院召開第一次臨時會進行朝野黨團協商，並最終達成共識，指「《海峽兩岸服務貿易協議》本文應經立法院逐條審查、表決，且全案不得『包裹表決』；非經立法院實質審查通過，不得啟動生效條款」；
4. 解決爭議1：2013年8月5日，立法院召開第二次臨時會進行朝野黨團協商，決議《海峽兩岸服務貿易協議》須由立法院內政委員會召開十六場公聽會，聽取社會各界意見後，方能實質審查；
5. 解決爭議2：2013年12月20日，立法院進行朝野黨團協商達成共識，由民進黨籍立法委員段宜康擔任內政委員會召集委員的《海峽兩岸服務貿易協議》公聽會場次，應於2014年3月10日辦理最後一場。
6. 解決爭議3：2013年7月22日，對於《海峽兩岸服務貿易協議》自簽署以來受到在野黨、學者、媒體及民眾質疑一旦生效將對應開放的產業造成衝擊，江宜樺於出席「兩岸服務貿易協議說明會」時表示，他與產業界互動時獲得的訊息多是正面的，且多數業者不怕競爭，肯定該協議是利遠大於弊，但「民眾容易受到特定政黨或媒體影響，只聚焦於受到衝擊的產業」，「如果還是有人用歪曲錯誤方式，使大多數民眾受到矇蔽，不只令人遺憾或可惜，更令人擔憂」；
7. 江宜樺對黑箱作業的回應2013年11月12日，對於因政府簽署該協議時採取「先簽後公布」的方式而被批評為「黑箱服貿」，江宜樺在立法院答詢立法委員王進士時說：「《海峽兩岸服務貿易協議》絕對不是黑箱作業，被說成黑箱作業，其中有很大的政治因素。」[60][61][62][63][64]
8. 對其下令警方驅離學生的批評
  1. 2014年3月24日，太陽花學運期間，因學生團體佔領行政院院本部，行政院長江宜樺下令警方驅離學生。
  2. 台灣守護民主平台召開記者會，數十名教授共同發表聲明「譴責總統馬英九、行政院江宜樺以傲慢的獨裁者姿態，無視於廣大人民的聲音，還以濺血式的方式強制驅散民眾，完全不必要，也無正當性，江宜樺應立即下台。」[65]
  3. 台大政治系學生廿四日在網路發起連署，以公開信譴責「江老師」悖離所學、辜負知識份子良知，呼籲江負起政治責任辭職下台；這項連署在一天獲得七百卅名在校學生、系友響應，其中還包括前行政院院長連戰的女兒連詠心。[66]
  4. 民進黨立委段宜康質詢警政署長政院驅離學生行動，並當場播放當時驅離的相關影片、照片，斥責行政院長江宜樺「拍拍肩膀」的說法，並戳破警政署長王卓鈞說沒有使用鋼製警棍的謊言，還痛斥天天看新聞卻只交「兩份薄薄報告」說學生是暴民。[67]
  5. 民進黨立委管碧玲質詢警政署，製作3分鐘影片揭露3月23晚間至24日凌晨，學生於行政院要求行政院退回服貿協議時，警方乃有計畫地先區隔學生與媒體，強勢驅離清除媒體後，以優勢特勤鎮暴警察包圍威嚇和平靜坐學生，隨後施以暴力私刑，造成流血衝突。影片也顯示警方搬動行政院桌椅堆置門口，並非學生破壞公物。管碧玲痛批警方明顯違反《特殊任務警力編裝訓用規定》所載特殊任務警力乃為「打擊有組織、有武器之暴力犯罪」，行政院長江宜樺必須道歉下台。[68]
  6. 時代雜誌指太陽花學運是「台北之戰」，顯示出台灣年輕人對中國的憂慮，更稱這場流血運動，讓人想起發生在1947年的228事件。[69]
  7. 美聯社報導有58人遭逮捕，137人受傷。但報導提到，這其衝突出現流血場景，讓人不禁想起當年的228事件。[69]
  8. 費加洛報甚至形容「手無寸鐵的民眾面對警棍襲擊，這是台灣自25年前獨裁政治結束以來，最嚴重的民主危機」。[70]
  9. 由於23名遭警方打傷的學生及民眾集體向法院自訴，因此2014年7月30日江宜樺因涉殺人罪被台北地方法院傳喚出庭應訊[71]。
9. 江宜樺的回應江宜樺召開國際記者會。（2014年3月24日）

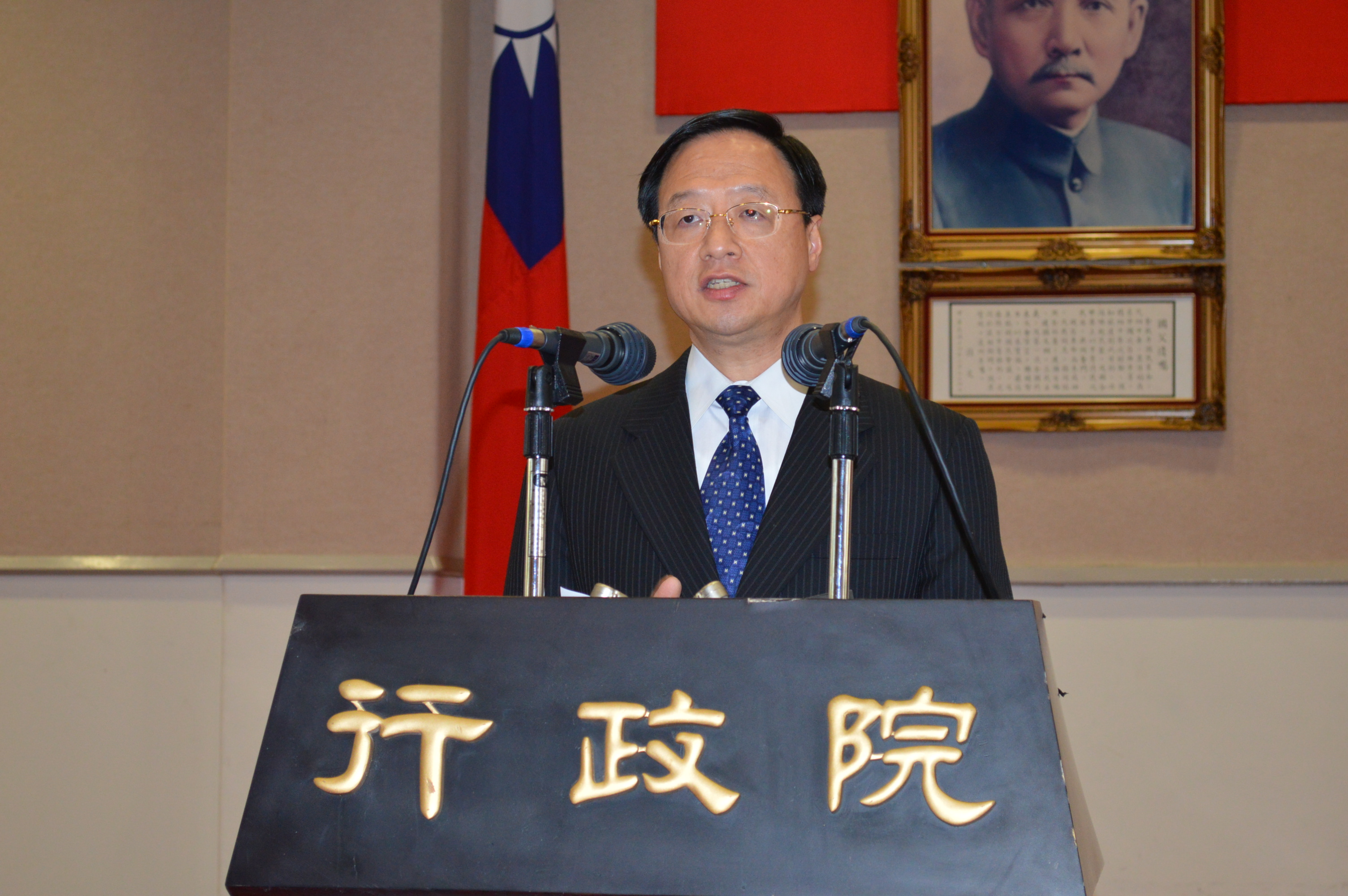
江宜樺召開國際記者會。（2014年3月24日）

  1. 行政院長江宜樺召開記者會表示，警方在強制驅離在場民眾時，是一個一個把他們抬起來，或拍肩請他們起身，有人自行離開，不起身者便用抬離方式驅離。引起反彈。[72]
  2. 2014年7月30日，有報道稱江宜樺於台北地方法院應訊時，否認下令驅離群眾，聲稱當天凌晨一時許睡覺、六時起床，「中間發生什麼事，我都不知道。」[73]
  3. 2014年7月31日，行政院的回應：行政院發言人孫立群強調，法官特別交代是秘密庭，不宜對外發言，政院無法轉述庭訊內容，江院長對於轉述的行為，「至為遺憾，表達嚴重的抗議」。[74]
  4. 2015年1月22日，太陽花學運自訴江宜樺殺人案，最高法院支持壹、二審見解，下午駁回上訴、裁定不受理。

- 高雄災後重建爭議

1. 對江宜樺處理的批評：趙天麟批評，行政院的態度就是在災民的傷口上灑鹽。[75]民進黨新北市長參選人游錫堃表示，他覺得行政院的「三不政策」，太冷了，很冷血。他認為行政院應該要有「三要」。第一要就是慈悲心，第二要就是指揮官，第三要是要撥款重建，慈悲心、指揮官、撥款重建這「三要」，行政院應該要這樣做。[76]
2. 高雄市長陳菊對江宜樺表示感謝：2014年8月22日，行政院長江宜樺與高雄市長陳菊會面。陳菊拿起麥克風後，以硬咽的聲音連連對中央所提供的災區協助說感謝，還帶領市府團隊向江宜樺閣員鞠躬。陳菊表示非常感謝中央政府從氣爆，到遇雨淹水時都全力協助救災與重建，出動將近12000人次，幾乎把所有部會都謝過壹輪，更再次感謝行政院當機立斷抉議負擔大部分重建款。[77]

## 內閣大事記錄

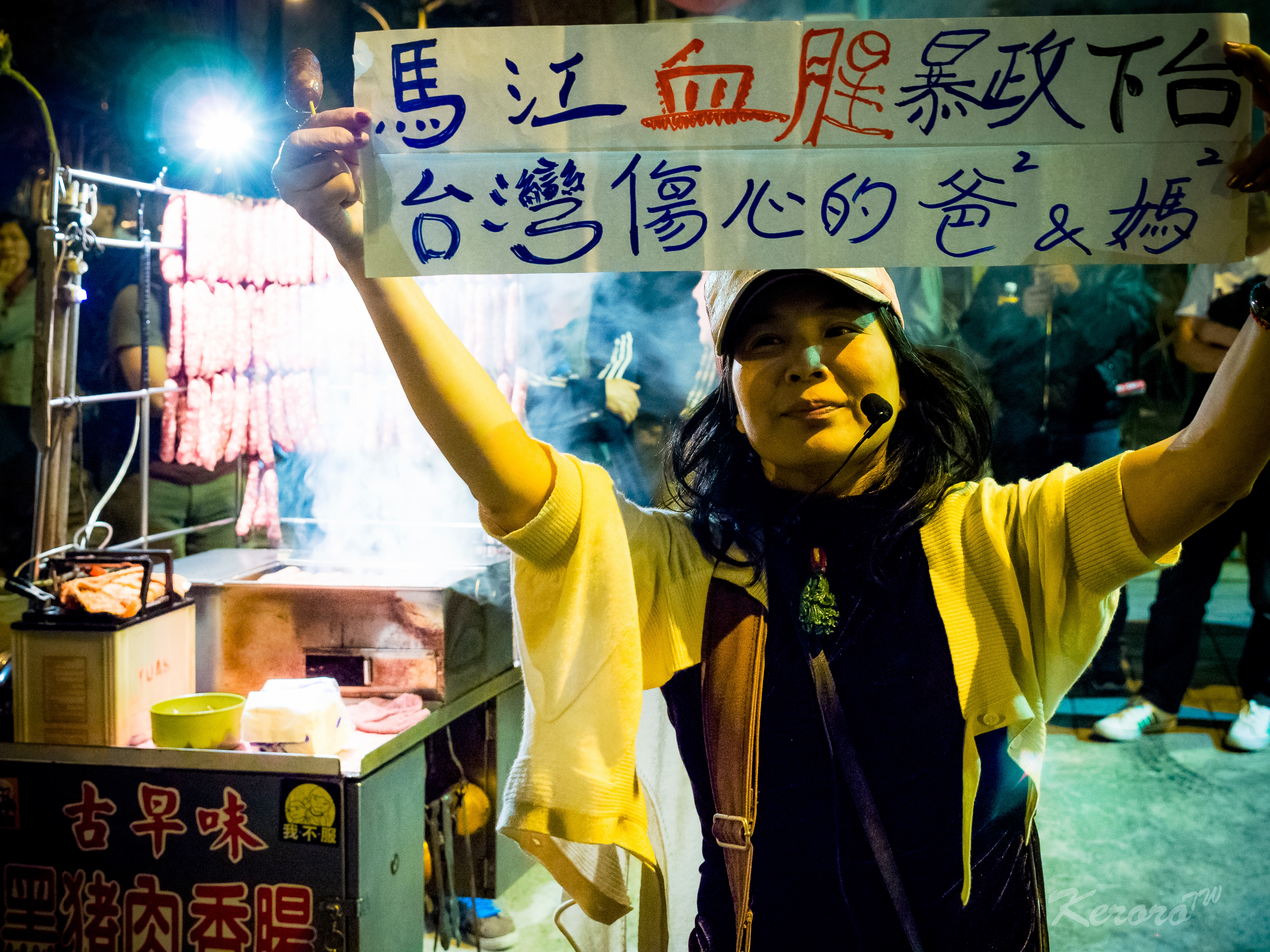
一名婦女於鎮壓後呼籲馬江下台

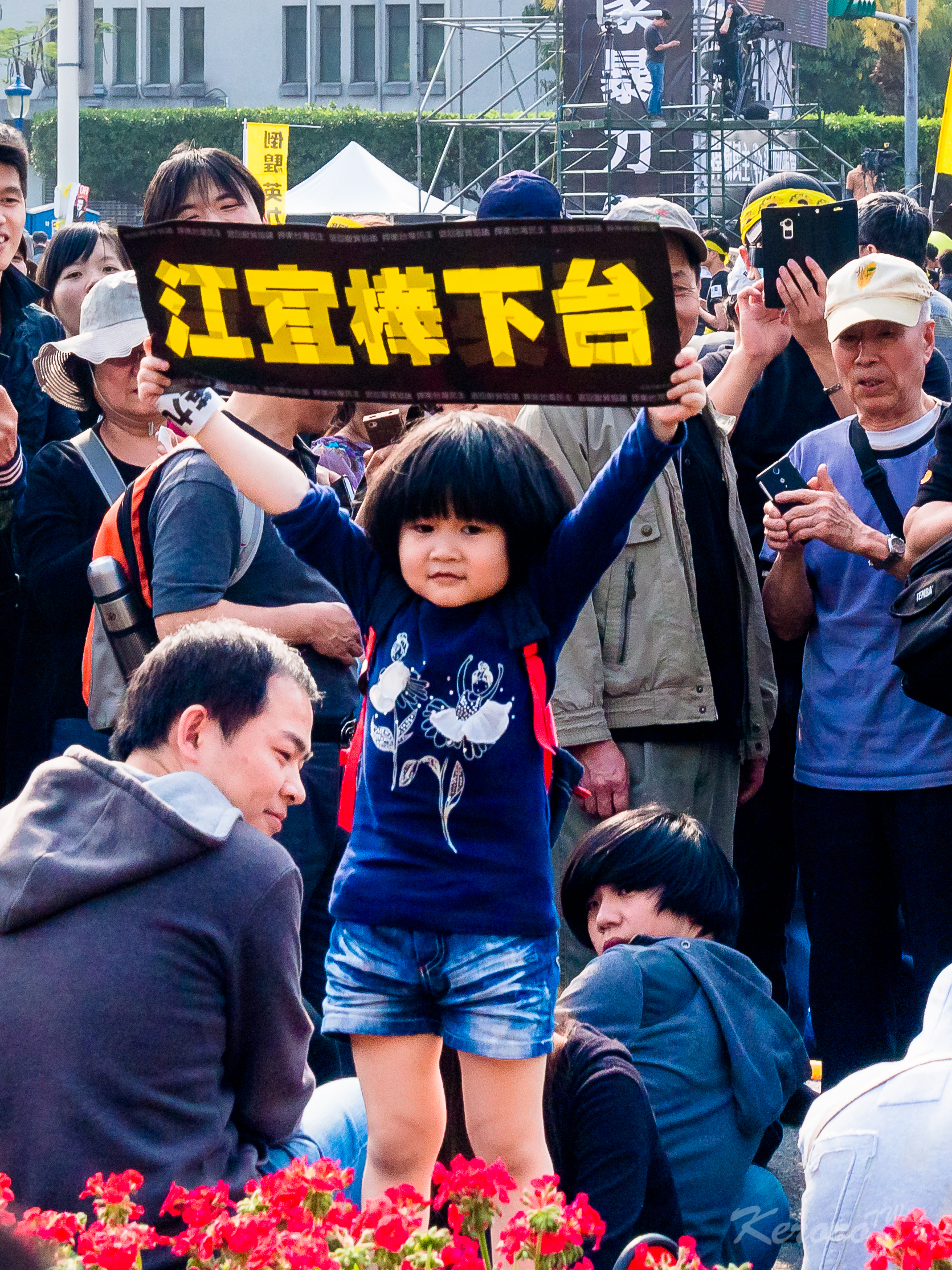
330反服貿遊行的主軸之一

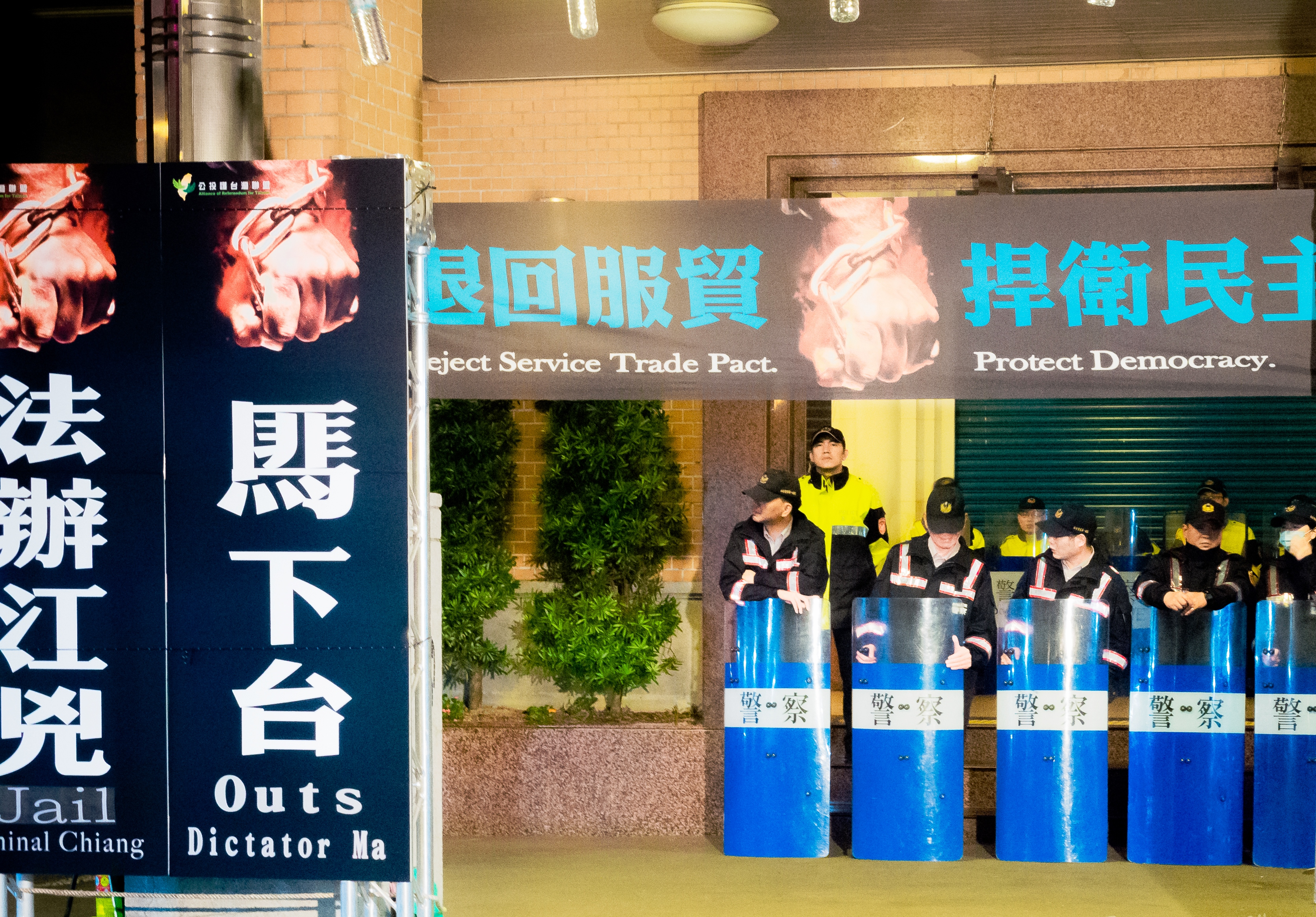
太陽花學運支持者呼籲馬英九下台、法辦江宜樺

- 2013年1月31日：台灣媒體報導，陳冲將辭去行政院院長，由行政院副院長江宜樺接任。[78]
- 2013年2月3日：準閣揆江宜樺展開徵詢，經濟部部長確定由華航董事長張家祝內定接任，政務委員管中閔則接下經建會主委。臺灣證券交易所董事長薛琦接任政務委員。
- 2013年2月7日：陳冲內閣總辭，並於2月18日正式交接。[1]
- 2013年2月18日：行政院正、副院長分別由江宜樺、毛治國接任，江宜樺內閣正式上任。
- 2013年7月29日：國防部部長高華柱因洪仲丘事件下臺負責，由原副部長楊念祖接任[79]；另外，金融管理委員會主任委員陳裕璋去職，由原財政部次長曾銘宗接任；僑務委員會委員長吳英毅由原政務委員陳士魁接任，遺缺由馮燕接任；海軍司令部司令董翔龍接任退除役官兵輔導委員會主任委員；原住民族委員會主任委員孫大川返校任教，遺缺由原副主任委員林江義接任[80]。
- 2013年8月6日：甫上任一周的國防部部長楊念祖被指控著作《決戰時刻》一書中的論文涉及抄襲，楊旋即於晚間辭去部長一職，後由副部長高廣圻代理；翌日，由原參謀總長嚴明接任。
- 2013年9月7日：法務部部長曾勇夫因司法關說案請辭，後由次長陳明堂代理。9月30日由羅瑩雪接任。
- 2013年9月至10月間：行政院院長江宜樺依法向立法院進行施政報告，六度被阻止上台。
- 2013年8月30日，行政院主計總處首公布美好生活指數，台灣國民幸福指數國際指標綜合指數為6.64分，為亞洲最幸福的國家，遭批評為不且實際。[81]。
- 2013年10月11日：民進黨對行政院院長江宜樺提倒閣案，於15日表決。以45:67票被否決。
- 2013年10月22日： 陳希舜、蔡玉玲接任政務委員，並分別兼任行政院公共工程委員會主任委員、蒙藏委員會委員長。
- 2014年2月25日：內政部長李鴻源去職，由原行政院秘書長陳威仁接任，秘書長遺缺由李四川接任；環保署長沈世宏去職，由魏國彥接替；政務委員張善政出任首任科技部長，遺缺由蔣丙煌接替；政務委員黃光男去職，遺缺由簡太郎接替；政務委員兼福建省主席薛琦去職，遺缺由鄧振中接替。行政院發言人鄭麗文去職，由原公平交易委員會副主任委員孫立群接替。
- 2014年3月11日：行政院副秘書長由原內政部政務次長蕭家淇接替。
- 2014年3月23日：太陽花學運在行政院大樓廣場前靜坐抗議，後翻牆從窗戶進入行政院大樓內展開佔領，並與警方在大樓內部發生對峙，最後被警方強制驅離。
- 2014年3月23日：工程會主委陳希舜因傳出疑似婚外情而辭職，由許駿逸接任。
- 2014年7月14日：教育部長蔣偉寧因被控論文抄襲而辭職，由原國立政治大學校長吳思華接任。
- 2014年7月14日：勞動部長潘世偉因傳出不倫戀而辭職，由陳雄文接任。
- 2014年7月15日：客家委員會主任委員黃玉振辭職，由副主任委員劉慶中接任。
- 2014年8月1日：中央選舉委員會主任委員張博雅因轉任監察院長而辭職，擬提名原副主任委員劉義周接任。
- 2014年8月10日：經濟部部長張家祝因感慨台灣政治環境惡劣、和在野黨政務溝通不順利而辭職，由原政務次長杜紫軍接任。
- 2014年11月29日：因2014年地方九合一選舉裡執政黨慘敗，行政院院長宣布請辭獲准。
- 2014年12月1日：江宜樺內閣總辭後轉為看守內閣，直至下一任內閣交接。
- 2014年12月4日：總統府宣布將由原行政院副院長毛治國開始籌組毛治國內閣。

### 引用
1. 1 2  . 中央社. 2013-02-04  [2013-02-04]. （原始内容存档于2013-02-11）.
2. ↑  邱燕玲、陳璟民、黃維助、唐在馨、徐義平／綜合報導. . 自由時報. 2013-02-07  [2013-02-07]. （原始内容存档于2013-02-13）.
3. ↑  總統府宣布 毛治國組閣 （页面存档备份，存于），中央通訊社，2014/12/03
4. ↑  . 蘋果日報. 2012-01-31  [2013-01-31]. （原始内容存档于2017-01-13）.
5. ↑  江揆引论语 盼贫而乐道富而好礼 （页面存档备份，存于）,自由电子报,2013.02.19
6. 1 2 3 4  行政院長江宜樺出席監察院102年巡察行政院會議 （页面存档备份，存于）,cabinet365,2013.12.18
7. ↑  台湾WEF竞争力排名分析 （页面存档备份，存于）,国家政策研究基金会, 2013.09.11
8. ↑  3年有成 台星今签经济伙伴协定 （页面存档备份，存于）,中国时报,2013.11.07
9. ↑  台纽经合协定12／1日生效[永久],中时电子报,2013.11.21
10. ↑  江揆:可為我國在全球醫療產業市場創造利基,政院看板,2013.12.28
11. ↑  台投資環境全球第3 （页面存档备份，存于）,蘋果日報,2014.01.09
12. ↑  国发会挂牌 （页面存档备份，存于）,苹果日报,2014.01.23
13. ↑  台灣景氣回升 （页面存档备份，存于）,DIGITIMES,2014.01.27
14. ↑  能源合作 與蒙古簽備忘錄 （页面存档备份，存于）,星岛日报,2014..02.18
15. ↑  示範區金融服務啟動 （页面存档备份，存于）,中国时报,2014.03.05
16. ↑  . Appledaily.com.tw.   [2014-08-03]. （原始内容存档于2016-03-04）.
17. ↑  重启调查 （页面存档备份，存于）,苹果日报,2013.08.04
18. ↑  江揆宣布政院决定提出地政士法覆议  （页面存档备份，存于）,中时电子报,2014.01.20
19. ↑  立法院加班通過覆議案　江宜樺只感謝藍軍 （页面存档备份，存于）,ETtoday政治新聞
20. ↑  勞動部17日掛牌 部長潘世偉 （页面存档备份，存于）,中时电子报,2014.02.17
21. ↑  財政健全方案 跨出改革第一步,udn,2014.02.25
22. 1 2  . 中央通訊社. 2013-05-17  [2013-05-17]. （原始内容存档于2015-04-02）.
23. 1 2  . 人間福報. 2013-05-16  [2013-05-16]. （原始内容存档于2014-02-01）.
24. ↑  台灣取消對菲律賓的制裁 （页面存档备份，存于）,紐約時報中文网,2013.08.09
25. ↑  台匈簽署度假打工協議 （页面存档备份，存于）,  中央社,2014.02.21
26. ↑  海音中心動工 台灣流行音樂產業搖籃 （页面存档备份，存于）,NEWSTALK,2014.03.03
27. ↑  科技部揭牌 張善政放膽創新 （页面存档备份，存于）,聯合報,2014,03,05
28. ↑  度蜜月成八百萬旅客 櫻花妹樂 （页面存档备份，存于）,中央社,2013.12.31
29. ↑  台馬之星下水儀式　江宜樺夫人李淑珍擲瓶 （页面存档备份，存于）,NOWNEWS,
30. ↑  王郁琦談蕭習會：3個突破 的存檔，存档日期2013-11-03.，中時電子報
31. ↑  [影音 王張互稱官銜 促設溝通機制] （页面存档备份，存于），中央社，2013年10月6日
32. ↑  [影音 王張會互稱官銜 建溝通機制] （页面存档备份，存于），中央社，2014年2月11日
33. ↑  “张王会”成功举行 两岸关系再获重大突破 的存檔，存档日期2014-02-21.，亚太日报，2014年2月12日
34. ↑  廉政会报专区 （页面存档备份，存于）,监察院
35. ↑  . 民視. 2013-02-07  [2013-02-07]. （原始内容存档于2014-01-16）.
36. ↑  謝佳珍. . 台北[市]. 中央社 CNA. 2013-02-06. （原始内容存档于2014-02-02）.
37. ↑  王文萱. . 台北[市]: ETtoday新聞雲. 2013-03-01. （原始内容存档于2019-05-02）.
38. ↑  . 台北[市]: ETtoday新聞雲. 2013-03-05. （原始内容存档于2019-05-03）.
39. ↑  2013-03-05 赵天麟发言片段 （页面存档备份，存于）,公督盟,2013.03.05
40. ↑  . 蘋果日報. 2013-06-06  [2014-08-03]. （原始内容存档于2016-03-04）.
41. 1 2 3  . 台灣英文新聞. 2013-06-06  [2014-08-03]. （原始内容存档于2016-03-05）.
42. 1 2  . 台北[市]: ETtoday新聞雲. 2013-06-11. （原始内容存档于2019-05-03）.
43. ↑  施曉光. . 自由時報 (台北[市]). 2013-06-14. （原始内容存档于2013-06-25）.
44. ↑  LJJ. . 中廣. 2013-06-14. （原始内容存档于2019-05-03） –chinatimes.com.
45. ↑  2013-06-14 陈学圣发言片段 （页面存档备份，存于）, 公督盟, 2013.06.14
46. ↑  . 蘋果日報. 2013-09-07  [2013-09-18]. （原始内容存档于2013-09-21）.
47. ↑  . NOWnews 今日新聞. 2013-09-10  [2013-09-19]. （原始内容存档于2013-09-21）.
48. ↑  . 苹果日报. 2013-12-15. （原始内容存档于2016-03-04）.
49. ↑  李淑華. . 台北[市]. 中央社 CNA. 2013-10-02  [2014-01-23]. （原始内容存档于2013-10-04）.
50. ↑  . 自由時報. 2013-10-02. （原始内容存档于2013-11-04）.
51. ↑  王鼎鈞. . 台北[市]: NOWnews. 2013-09-30  [2014-01-23]. （原始内容存档于2013-10-03） –tw.news.yahoo.com.
52. ↑  呂雪彗. . 工商時報. 2013-10-15. （原始内容存档于2019-05-03） –chinatimes.com.
53. ↑  2013-10-25 陈明文发言片段 （页面存档备份，存于）, 公督盟, 2013.10.25
54. ↑  . 中廣新聞網. 2013-09-24. （原始内容存档于2014-01-02） –news.cnyes.com.
55. ↑  2013-10-22 姚文智发言片段 （页面存档备份，存于）,公督盟,2013.10.22
56. ↑  王立柔. . 台北[市]: Newtalk新聞. 2013-09-14  [2024-09-01]. （原始内容存档于2014-01-01）.
57. ↑  . ETtoday新聞雲. 2013-03-15. （原始内容存档于2019-05-02）.
58. ↑  . Twtimes.com.tw. 2013-11-28  [2014-08-03]. （原始内容存档于2014-01-01）.
59. ↑  2013－10－22 姚文智 发言片段 （页面存档备份，存于）,公督盟,2013.10.22
60. ↑  劉麗榮. . 台北[市]. 中央社 CNA. 2013-06-22. （原始内容存档于2014-03-01）.
61. ↑  . 自由時報. 2013-06-25. （原始内容存档于2014-03-05）.
62. ↑  . 中央社 CNA. 2013-11-12. （原始内容存档于2019-05-03） –chinatimes.com.
63. ↑  羅倩宜; 高嘉和. . 自由時報 (台北[市]). 2013-07-23. （原始内容存档于2013-09-26）.
64. ↑  賴映秀. . 台北[市]: ETtoday新聞雲. 2013-12-20. （原始内容存档于2019-05-03）.
65. ↑  翁嫆琄. . 台北[市]: 新頭殼newtalk. 2014-03-24  [2014-04-11]. （原始内容存档于2014-03-28） （中文（臺灣））.
66. ↑  陳慧萍; 陳彥廷; 施曉光; 陳怡靜. . 自由時報 (台北[市]). 2014-03-26  [2014-04-11]. （原始内容存档于2020-09-20） （中文（臺灣））.
67. ↑  . 段宜康. 2014-03-26  [2014-04-11]. （原始内容存档于2019-12-08） （中文（臺灣））.
68. ↑  . 管碧玲. 2014-03-26  [2014-04-11]. （原始内容存档于2020-11-21） （中文（臺灣））.
69. 1 2  . 蘋果日報. 由施旖婕翻译. 2014-03-26  [2014-04-11]. （原始内容存档于2016-03-04） （中文（臺灣））.
70. ↑  劉康彥. . 台北[市]: ETtoday新聞雲. 2014-03-26  [2014-04-11]. （原始内容存档于2019-05-02） （中文（臺灣））.
71. ↑  . 自由時報. 2014-07-30  [2014-07-30]. （原始内容存档于2014-07-29）.
72. ↑  翁嫆琄. . 台北[市]: Newtalk新聞. 2014-03-24  [2014-04-11]. （原始内容存档于2015-04-11） （中文（臺灣））.
73. ↑  . 蘋果日報. 2003-05-02  [2014-08-03]. （原始内容存档于2016-12-14）.
74. ↑  王鼎鈞. . 台北[市]: NOWnews 今日新聞. 2014-07-31  [2014-08-03]. （原始内容存档于2016-03-06）.
75. ↑  李欣芳; 王文萱; 曾韋禎; 王榮祥. . 自由時報. 2014-08-05  [2014-08-05]. （原始内容存档于2020-09-20）.
76. ↑  邱明玉. . 台北[市]. 2014-08-06  [2014-08-06]. （原始内容存档于2019-05-02）.
77. ↑  賴于榛. . 台北[市]. 2014-08-22  [2014-08-22]. （原始内容存档于2019-05-03）.
78. ↑  . 東森新聞. 2013-02-01  [2013-02-01].[永久]
79. ↑  . ETToday. 2013-07-29  [2013-07-29]. （原始内容存档于2019-07-02）.
80. ↑  . ETToday. 2013-07-29  [2013-07-29]. （原始内容存档于2015-09-24）.
81. ↑  .   [2015-02-25]. （原始内容存档于2017-10-20）.

### 相關人事報導
- 毛治國任副閣揆　葉匡時接交通部長 2013-2-1[永久]，東森新聞
- 18日內閣交接-陳冲春節期間看守 2013-2-4 （页面存档备份，存于），新頭殼
- 新閣「交通幫」當道！江宜樺：要通才 2013-2-4，TVBS
- 張家祝任經濟部長 管中閔掌經建會 2013-2-4 （页面存档备份，存于），原住民電視台
- 內閣改組 薛琦任財經政委 2013-2-4 （页面存档备份，存于），中央廣播電台